# Bolesław Gładych
Bolesław Michał Gładych (Varsavia, 17 maggio 1918 – Marysville, 12 luglio 2011) è stato un militare e aviatore polacco, che fu un pilota da caccia durante il corso della seconda guerra mondiale e asso dell'aviazione con 18 vittorie confermate e una probabile, oltre a un velivolo distrutto  e 7 danneggiati a terra. Insignito della Croce di Cavaliere dell'Ordine Virtuti militari n.8421.

## Biografia
Nacque a Varsavia il 17 maggio 1921, figlio di Adam, chimico e insegnante di liceo, e Teofila Sotkiewicz.  Dopo aver completato gli studi primari , frequentò il liceo privato Tomasz Niklewski, e i ginnesi Joachim Lelewel e Tadeusz Reytan della Capitale, venendo espulso da tutti e tre questi istituti causa del suo comportamento. Nel 1932 fu ammesso a frequentare la scuola militare di Leopoli, e lì, fu uno dei mentori del club musicale e scrisse anche testi sulla vita dei cadetti. Due anni dopo, suo padre morì. L'8 maggio 1937, superò l'esame di maturità in matematica e scienze naturali.
All'inizio del 1937 fu ammesso alla Scuola per cadetti dell'Aviazione di Dęblin, da dove, il 21 settembre dello stesso anno, partì per un corso unitario presso il 72° Reggimento fanteria a Radom. All'inizio di gennaio 1938 arrivò all'Accademia Aeronautica Militare (SPL) e dopo l'iscrizione, l'assegnazione a un plotone e la ricezione di una nuova uniforme e dell'equipaggiamento, entrò a far parte della prima coorte. Inizialmente, si familiarizzò con varie materie teoriche e, nel maggio 1938, effettuò il suo primo volo introduttivo (con un compagno di classe della terza coorte). Dal 28 maggio 1938 fu mandato in un reggimento di manovra presso la Scuola cadetti di fanteria di Ostrów Mazowiecka e Baranowicze. Il 28 giugno tornò all'SPL e, fino al 12 settembre, insieme ad altri cadetti, si addestrò al volo sull'aereo da addestramento RWD-8, decollando dall'aeroporto di Ułęż. Effettuò anche un lancio obbligatorio con il paracadute. Suonava il pianoforte e la fisarmonica (i suoi colleghi lo soprannominarono "Bemol") e componeva testi per le canzoni cantate dai cadetti. Fu tra coloro che si qualificarono per il secondo anno, riprendendo gli studi teorici, poi, nel febbraio e marzo 1939, frequentò un campo di preparazione a Bukowina Tatrzańska, dopodiché, dall'11 aprile al 21 giugno, si addestrò al volo sul PWS-26 sopra l'aeroporto di Borowina. Nelle ultime settimane dell'estate del 1939, dopo essere stato assegnato a un gruppo di caccia (al terzo anno), pilotò i caccia PWS-10 e PZL P.7a sopra Ułęż. Effettuò il corso di pilotaggio avanzato (ricevette una promozione accelerata al grado di sottotenente con anzianità dal 1° settembre 1939), e dopo lo scoppiò della guerra con la Germania rimase a Ułęż fino al 3 settembre, dopodiché si unì a un gruppo separato di cadetti ufficiali che avrebbero dovuto unirsi alle unità combattenti in "gruppi da sette". Evacuò verso il confine rumeno, e il 17 settembre lasciò la Polonia, attraversando il confine con la Romania nei pressi di Śniatyń.
Dal 22 al 27 settembre fu rinchiuso nel campo di Frecăței, vicino a Tulcea, da dove fuggì. Il 9 ottobre tentò di oltrepassare il confine con la Jugoslavia ma fu catturato e  internato nel campo di Turnu Severin a Bucarest, da cui fuggì il 20 ottobre. Presso l'ambasciata di Polonia a Bucarest ricevette denaro e passaporto e, accompagnato da Eugeniusz "Florek" Fiedorczuk, fu inviato a Costanza, sul Mar nero. Raggiunse poi il piccolo porto di  Balcic, dove attese con un folto gruppo di aviatori il trasporto in Francia organizzato dalle autorità polacche. Lasciò la Romania il 5 novembre 1939 a bordo della SS Patris e, dopo un viaggio attraverso il Mar Nero e il Mediterraneo (con una breve sosta a Malta), raggiunse Marsiglia il 12 novembre 1939. 
Il 13 novembre 1939 si presentò al centro di addestramento di Lione-Bron, che nel dicembre 1939 fu trasformato nel Centro di addestramento aeronautico polacco. Nel marzo 1940, si arruolò volontario nel III Dywizjonu Myśliwskiego, noto come "Squadrone Finlandia", che avrebbe dovuto combattere contro l'URSS a fianco della Finlandia nella guerra d'Inverno. Fu assegnato al 2° Squadrone e iniziò l'addestramento a Lione sui Caudron C.714 Cyclone e poi sui Morane-Saulnier MS.406. Prima che l'unità potesse essere costituita, la guerra d'Inverno finì e il GC 1/145 "Warszawa" (ex III Dywizjonu Myśliwskiego), formato all'inizio di aprile 1940, fu preparato per il combattimento in Francia.

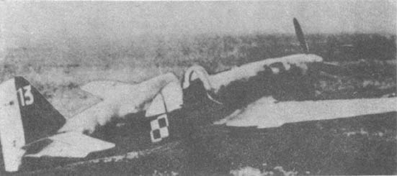
Un caccia Caudron C.R.714 con le insegne polacche, appartenente al GC 1/145, fotografato nel giugno 1940.

Dopo l'inizio dell'attacco tedesco, il 10 maggio 1940, l'unità fu trasferita a Lione-Mions e successivamente a Villacoublay, dove ricevette i caccia C.714. Gli fu inizialmente assegnato il C.714 n.13 (numero di fabbrica 8544, I-202) per uso individuale. Il GC 1/145 prestò servizio inizialmente in difesa dei settori meridionali di Parigi e in seguito combatté sul fronte occidentale. A causa dell'alto tasso di avarie al propulsore fu successivamente vietato di utilizzare il C.714 in combattimento.  La base di partenza del GC 1/145 era il campo d'aviazione erboso di Dreux, e l'unità fu successivamente trasferita a Sermaises, Châteauroux e Rochefort (sul golfo di Biscaglia). Non ottenne alcuna vittoria aerea durante i combattimenti, e dopo la caduta della Francia, lui e altri piloti del GC 1/145 furono evacuati nel porto atlantico di La Rochelle, da dove, il 19 giugno, partì per le Isole Britanniche a bordo della SS Alderpool e arrivò a Plymouth il 22 dello stesso mese.
Inizialmente rimase presso un campo temporaneo per piloti a West Kirby, e poi, il 1 luglio 1940, fu trasferito alla base aerea di Blackpool, dove fu iscritto nel registro della Royal Air Force con il numero di servizio P-1392. Dal 3 settembre fu assegnato al Ground Training Centre di Blackpool, da dove in seguito fu trasferito al No. 302 Polish Squadron "Poznań"  come traduttore per la lingua inglese.  Tra il 21 marzo e il 20 aprile 1941, completò un corso di addestramento per volare sui caccia Supermarine Spitfire presso la No.57 Operational Training Unit (OTU) di Hawarden, in Galles. Il 21 aprile 1941, fu assegnato al No. 303 Polish Squadron "Tadeusz Kościuszko", equipaggiato con Spitfire Mk.II e di base a Northolt, vicino a Londra. Come parte del No.1 Fighter Group, il No.303 Squadron condusse operazioni offensive sull'Europa occupata, che nel giugno del 1941 si trasformarono nella cosiddetta "Offensiva senza sosta" e in una serie di sanguinose battaglie sul canale della Manica, in Francia e in Belgio che durarono fino all'autunno. La sua prima sortita operativa ebbe luogo il 3 maggio 1941,  a copertura di un convoglio navale.
Ebbe la prima opportunità di abbattere un aereo nemico il 9 maggio 1941 quando, volando in tandem con il tenente Tadeusz Arentowicz, intercettò un aereo nemico sopra Margate. Tuttavia, dovette interrompere l'attacco poco dopo quando il suo aereo fu colpito per errore da due Hawker Hurricane. La suo prima vittoria fu il 23 giugno 1941 quando, mentre scortava bombardieri su Béthune (Operazione "Circus 19"), abbatté un caccia Messerschmitt Bf 109, mentre un altro gli fu dato come probabile abbattimento. Nel pomeriggio dello stesso giorno scortò nuovamente i bombardieri che attaccavano l'aeroporto di Desvres ("Circus 20"). Nell'area del bersaglio, ingaggiò dei Bf 09 abbattendone uno. Ingaggiò poi un altro gruppo di caccia tedeschi, e nel lungo combattimento il suo aereo fu colpito, causando il malfunzionamento del propulsore. Quando finalmente riuscì a prendere posizione dietro al Bf 109, scoprì che le armi di bordo del suo Spitfire non funzionavano correttamente; quando il caccia tedesco eseguì inaspettatamente un mezzo avvitamento, la distanza tra il suo aereo e quello tedesco era così ridotta che i velivoli entrarono in collisione. L'elica dello Spitfire recise la coda del Messerschmitt e frammenti di esso entrarono nel suo abitacolo aperto, colpendolo alla testa: un taglio sulla fronte, su un sopracciglio e sulla guancia destra. Ormai prossimo all'incoscienza, e nonostante il sangue che gli colava sugli occhi, riuscì ad attraversare la Manica e ad atterrare senza carrello in un campo vicino a Manston, con il suo Spitfire Mk.IIB RF-D (P8330) che finì contro un palo del telegrafo, con il pilota che riportò la frattura del cranio e la rottura della clavicola. Si risvegliò solo in ospedale. Nel suo secondo volo del 23 giugno, gli fu accreditato l'abbattimento di due Bf 109, che sommate a quella del mattino diedero un totale di tre. Le cure e la riabilitazione durarono due mesi, e gli rimase una cicatrice sulla faccia. Rimase ricoverato al Ramsgate General Hospital fino al 15 luglio 1941, poi dal 18 al 31 luglio fu in congedo per malattia e poi fu assegnato alla RAF di Northolt fino al 29 agosto 1941, ancora impossibilitato a volare.
Il 29 agosto rientrò al No.303 Squadron, che nel frattempo si era trasferito a Speke, nel nord dell'Inghilterra, per un periodo di riposo. Il No.303 Squadron fu temporaneamente riequipaggiato con gli Hurricane Mk.I, poi con gli Spitfire Mk.I, sostituiti infine dai moderni Spitfire Mk.VB al suo ritorno a Northolt nell'ottobre 1941. Decollato da questo aeroporto il 24 ottobre 1941, abbatté un Focke-Wulf Fw 190 mentre pattugliava l'area intorno a Calais, Ambleteuse e Cap Gris-Nez. 
Tra l'8 febbraio e il 19 aprile 1942 completò un corso avanzato per ufficiali dell'intelligence aerea presso il quartier generale del No. 10 Fighter Group della RAF. Nel maggio 1942 fu promosso tenente di squadriglia. Dopo essere tornato al No. 303 Squadron, rimase pilota operativo, e il 5 giugno, mentre scortava dei bombardieri su Le Havre (Operazione Circus 188B), ingaggiò degli Fw 190 abbattendone uno. Il 25 giugno, durante un pattugliamento sul Mare del Nord, a circa 50 km a est di Grimsby, lui e il tenente Olgierd Sobiecki intercettarono e attaccarono un aereo da ricognizione Junkers Ju 88. I piloti dichiararono congiuntamente di averlo abbattuto, ed egli riferì di averlo visto precipitare in acqua, ma gli fu riconosciuto solo il danneggiamento.
Il 9 luglio fu assegnato al No.302 Squadron "Poznań", equipaggiato con gli Spitfire Mk.VB e operante dalla base di Heston. Dal 16 settembre al 4 dicembre 1942, fu assegnato a un'unità non operativa, e durante questo periodo, colse l'occasione per presentare domanda per uno squadron in formazione, che sarebbe stato inviato sul fronte nordafricano. Questa unità, in seguito denominata PFT, aveva lo scopo di fornire all'Aeronautica Militare polacca esperienza nel combattimento tattico. Egli fu inizialmente selezionato per il PFT, ma all'ultimo minuto si ammalò e fu sostituito da un altro pilota. Rimase in Inghilterra e nel febbraio 1943 fu trasferito con il suo reparto a Kirton-in-Lindsey per un periodo di riposo, e nell'aprile 1943 a Hutton Cranswick. Il 17 maggio 1943, assunse il comando dello Flight B, e  il reparto ritornò poi a Heston.
Prima dell'alba del 5 giugno 1943 decollo insieme ad altri 11 piloti, al comando del capitano Wieńczysław Barański, per effettuare l'intercettazione di un quadrimotore di tipo sconosciuto che volava da solo e gli aerei assunsero una posizione d'attacco. Solo allora il controllore di terra (Sala Operativa) li informò che si trattava di un aereo passeggeri, che doveva essere scortato a una base della RAF nell'Inghilterra meridionale. Al ritorno alla base, i piloti appresero che l'aereo proveniva dal Nord Africa e aveva a bordo, tra gli altri, il Primo Ministro britannico Winston Churchill. 
Il 10 giugno 1943, guidò il No.302 Squadron nella copertura a dei bombardieri che attaccavano la centrale elettrica di Langebrugge (Operazione "Ramrod 86"). Sopra il Belgio, la scorta fu attaccata da circa 20 Fw 190, combattendo su un'ampia area da Knocke a Ostenda. A lui fu attribuito l'abbattimento di uno di essi.
Il 20 giugno 1943, il No.302 Squadron fu trasferito a Perranporth e il 19 agosto 1943 a Fairlop, da dove operò come parte del No.3 Fighter Wing. Durante questo periodo, l'8 settembre 1943, partecipò a un'importante battaglia aerea con Fw190 e Bf 109 vicino a Lille (Operazione "Ramrod S.41"), abbattendo con certezza un Bf 109 e probabilmente anche un Fw 190. Nel settembre 1943, il No.302 Squadron tornò a Northolt, presso il No.1 Fighter Wing, e fu riequipaggiato con gli Spitfire F.Mk.IX.
Il 10 gennaio 1944 fu mandato alla base aerea di Blackpool, dove apprese che il tenente colonnello Francis Gabreski stava reclutando piloti da caccia polacchi per l'USAAF. Si offrì volontario e, il 2 febbraio 1944, si unì al 61st Fighter Squadron di stanza a Halesworth ed equipaggiato con i caccia Republic P-47 Thunderbolt, insieme al maggiore Aleksander Gabszewicz. Compì la sua prima missione di combattimento l'8 febbraio e il 21 dello stesso mese abbatté due Bf109 sul lago IJsselmeer nei Paesi Bassi mentre scortava dei Boeing B-17 Flying Fortress. Il 6 marzo 1944, durante un volo di ritorno dalla Germania, dopo aver lasciato la scorta dei bombardieri, abbatté un Fw 190 sull'aeroporto di Vechta. L'8 marzo 1944, mentre scortava dei B-17 su Berlino, si separò dalla formazione per contrastare i caccia tedeschi in arrivo. Fu attaccato da tre Fw 190, con i quali ingaggiò un combattimento a bassa quota. Durante lo scontro, abbatté un Fw 190 sul lago Dummer, ma fu a sua volta colpito e, pilotando un aereo danneggiato, si diresse verso il Mare del Nord. Lungo il percorso, mitragliò un aeroporto della Luftwaffe, dove danneggiò tre Fw 190 in fase di rifornimento. A corto di carburante sulla costa inglese, il P-47 ebbe un guasto al motore, ed egli si lanciò con il paracadute atterrando in un campo vicino a Woodbridge Road ad Alderton, a circa 2-3 chilometri dalla costa. Abbandonato dal suo  pilota, il P-47D-11-RE HV-M (42-75410) "Ole Cock" si schiantò contro gli edifici della Aviary Farm a Hollesey. Per questa missione ricevette la Silver Star americana. La sua vittoria aerea non fu inclusa nella cosiddetta Lista Bajan a causa di un errore (fu considerata la distruzione di un velivolo a terra).
Il 27 marzo 1944, mentre sorvegliava il ritorno dei B-17 dalla Francia, abbatté un Bf 109 nei pressi di Angers. Il pilota tedesco si lanciò dall'aereo e lui lo uccise prima ancora che aprisse il suo paracadute. Il 25 aprile 1944, di ritorno dalla scorta ai bombardieri sulla Francia, partecipò a un attacco all'aeroporto della Luftwaffe a Metz. Gli fu attribuito il danneggiamento di tre aerei parcheggiati: un Focke-Wulf 190, uno Junkers Ju 87 e un bimotore di tipo non specificato. Durante i combattimenti aerei sulle teste di ponte in Normandia (Operazione Overlord) del 6 e 7 giugno 1944, gli fu attribuito l'abbattimento di un Bf 109 su Croisy e un Bf 109 circa 24 km a sud-est di Houdan.
Il 15 giugno 1944 fu congedato dal 61st Fighter Squadron e assegnato dall'Ispettorato dell'Aeronautica Militare come ufficiale di collegamento polacco al quartier generale del No.12 Fighter Group della RAF (12° Gruppo) a Watnall, vicino a Nottingham.  Durante questo incarico lasciava regolarmente Wattnall, arrivando all'aeroporto del 61st Fighter Squadron per effettuare missioni di combattimento non autorizzate; volò in sette missioni e ottenne altre due vittorie aeree.  Il 5 luglio 1944 distrusse un Bf 109 sulla Francia, e  il 12 agosto 1944, durante una missione di bombardamento sullo scalo ferroviario di Maubeuge in Francia, attaccò e distrusse uno Ju 88. Tra Watnall e l'aeroporto di Boxted (Essex)Boxted, sede del 61st Fighter Squadron, vi erano oltre 180 chilometri in linea d'aria, e alla fine gli fu permesso di prestare servizio con gli americani e venne riassegnato al reparto il 25 agosto 1944.  Le sue ultime due vittorie avvennero il 21 settembre 1944, durante l'Operazione Market Garden, quando gli fu attribuito l'abbattimento di due Bf 109 su Arnhem. Il 29 ottobre 1944 gli furono concessi 12 mesi di congedo non retribuito, lasciando il servizio attivo nell'autunno 1945. Compì la sua ultima missione di combattimento con l'USAAF il 6 aprile 1945. Individuò anche suo fratello (un combattente della resistenza polacca) in un campo di prigionia tedesco in Austria, che era stato liberato dai russi nel 1945. Anticipando il fatto che la maggior parte della resistenza polacca caduta nelle mani dei sovietici sarebbe stata probabilmente deportata in Siberia, usò il suo status di pilota dell'USAAF per visitare il campo e riuscì a far uscire clandestinamente suo fratello in Occidente. Il 2 aprile 1947 fu smobilitato dall'Aeronautica Militare polacca.
Decise di emigrare a New York, negli Stati Uniti d'America, dove viveva la famiglia di sua moglie. Via mare, arrivò a [[Saint John (Canada)]Saint John]], nel Nuovo Brunswick, in Canada, il 30 novembre 1945, a bordo della SS Manchester Shipper.  Iniziò a lavorare come pilota di aerei da trasporto merci, volando con i Douglas DC-3 della Rainbow Airlines fino in Brasile. Operò anche voli passeggeri e cargo nell'area di New York, pilotando rispettivamente i Republic RC-3 Seabee e i Noorduyn Norseman, e fu autore di estratti di memorie e articoli sulla tecnologia aeronautica, pubblicati su riviste come Flying Magazine, Mechanics Illustrated, Popular Mechanics Magazine, Real Magazine, Royal Air Force Flying Review, Reader's Digest e Young Men. Fu anche autore del libro Admiral Byrd of Antarctica (1960). All'inizio degli anni cinquanta del XX secolo fu reclutato dalla Central Intelligence Agency (CIA). È noto per aver partecipato, tra le altre cose, al Progetto Artichoke, condotto dall'agosto 1951 al 1953, che prevedeva la ricerca su tecniche di controllo mentale che utilizzavano, tra le altre cose, l'ipnosi e sostanze psicoattive.
Nel 1958, dopo aver lasciato la CIA, si trasferì con la famiglia a Seattle, sulla costa occidentale degli Stati Uniti. Trovò impiego alla Boeing, dove lavorò dal 1958 al 1964, anche nel dipartimento delle pubbliche relazioni. Nell'ambito dei suoi incarichi, viaggiò per gli Stati Uniti, parlando in pubblico dei progetti e della tecnologia aeronautica della sua azienda e pubblicando articoli sulla rivista Boeing Magazine. Collaborò anche con Douglas e Lockheed, dove pilotò l'F-104 Starfighter. Successivamente, a partire dagli anni ottanta], lavorò come psicoterapeuta presso la Steve Brashen Foundation-Mental Health Clinic di Bellevue, di cui fu presidente. Si dedicò allo yoga e lo integrò nella sua pratica, e conseguì un dottorato di ricerca. Dopo la fine seconda guerra mondiale, visitò più volte la sua famiglia in Polonia, incontrando, tra gli altri, Stanisław Skalski nel 1995.  Verso la fine della sua vita, visse nella città di Issaquah, vicino a Seattle. Morì il 12 luglio 2011 a Marysville, Washington. Sposato con Elizabeth Peat), la coppia ebbe tre figli, Tola Louise, Susanne, e Michael. Tutti gli aerei personali di Bolesław Gładych, che pilotò dal momento in cui iniziò a volare nelle isole britanniche, erano contrassegnati con l'emblema del pinguino con la scritta "Pengie" (il soprannome della sua ragazza, una canadese della Women's Auxiliary Air Force). Incontrò più volte in volo il famoso asso della caccia tedesco Georg-Peter Eder, noto per non attaccare aerei nemici gravemente danneggiati.

### Annotazioni
1. ↑  L'aereo venne avvistato da Gladych nell'oscurità grazie alle fiamme che emanavano dai suoi tubi di scarico.
2. ↑  Un americano di origine polacca che aveva precedentemente volato con il No.315 Squadron "Dęblin".
3. ↑  Alla partenza, iniziò a utilizzare nuovi dati personali: divenne Bolesław Michał (non Kazimierz) Gladych, nato il 17 maggio 1910 (non 1918). Usò il nome di battesimo Michael e si firmò "B. Michael Gladych". Si stabilì a New York e visse con la moglie e la suocera.
4. ↑  Un numero limitato di materiali declassificati conferma il suo coinvolgimento nella "terapia" di Dimitar Dimitrov. Quest'uomo, un oppositore bulgaro e collaboratore della CIA (alias Donald Donaldson, Lyle O. Kelly), era sospettato di aver tentato di fare il doppio gioco per i servizi segreti francesi. Fu inizialmente imprigionato dai servizi segreti greci e poi dalla CIA. Fu torturato durante gli interrogatori. Alla fine, quando fu presa la decisione di rilasciarlo, il suo atteggiamento nei confronti della CIA era estremamente negativo. Prima che Gladych e il Dr. Robert S. Ecke, un medico di New York, fossero incaricati di cambiare questo atteggiamento. Gladych ed Ecke curarono Dimitrov per cinque settimane presso la struttura segreta della CIA a Fort Clayton, Panama, e, come fu valutato all'epoca, il loro lavoro fu un successo.
5. ↑  Durante questo periodo, ebbe l'opportunità di pilotare diversi tipi di velivoli per queste aziende.  In seguito, progettò e produsse alianti giocattolo e brevettò uno dei suoi progetti (un "aeroplano a volo libero") nel 1973.

### Fonti
1. ↑  Aircrewremembered.
2. ↑  (PL) "Lista Bajana", su polishairforce.pl.
3. ↑  Sikora 2014, p. 178.
4. 1 2 3 4 5 6 7 8 9 10 11 12 13 14 15 16 17  Ciel de gloire.
5. 1 2 3 4 5 6 7 8 9 10 11 12 13 14 15 16 17 18 19 20 21 22 23 24 25 26 27 28 29 30 31 32 33 34 35 36 37 38 39 40 41 42 43 44 45 46 47 48 49 50 51 52 53 54 55 56 57 58 59 60 61 62 63 64 65 66  Polish Air Force.
6. 1 2 3 4 5 6 7  Traces of War.
7. 1 2 3 4 5 6 7 8 9 10 11 12 13 14 15 16 17 18  Magnum.
8. ↑  Pawlak 2009, p. 233.
9. ↑  Sikora 2014, p. 174.
10. ↑  Sikora 2014, p. 486.
11. ↑  Krzystek, Krzystek 2012, p. 196.
12. 1 2 3  Sikora 2014, p. 175.
13. 1 2  Sikora 2014, p. 176.
14. ↑  Sikora 2014, p. 177.
15. 1 2  Bolesław Gladych, Hot Trip to a Red Trap, in True The Man's Magazine, February, 1960, p. 46.
16. 1 2 3  Antemedius.
17. ↑  Łukomski, Polak, Suchcitz 1997, p. 413.